# 马克特施泰夫特
马克特施泰夫特是德国巴伐利亚州的一个市镇。总面积10.52平方公里，总人口1816人，其中男性918人，女性898人（2011年12月31日），人口密度173人/平方公里。